# 卧佛寺 (昔阳)
卧佛寺是一座元代石窟寺，位于中国山西省晋中市昔阳县城东40公里的孔氏乡孔氏村西3公里。卧佛寺已毁，现存一石窟，凿于元至正年间（1341-1368）高20米，宽36米，深34米。窟内东南角有1尊卧佛，长5.2米，高1.4米，右臂枕于头下。
1996年1月12日，卧佛寺公布为第三批山西省文物保护单位，编号3-41。